# Cerro Branco
Cerro Branco är en kommun i Brasilien.   Den ligger i delstaten Rio Grande do Sul, i den södra delen av landet, 1 600 km söder om huvudstaden Brasília. Antalet invånare är 4 454.
I omgivningarna runt Cerro Branco växer i huvudsak städsegrön lövskog. Runt Cerro Branco är det ganska glesbefolkat, med 31 invånare per kvadratkilometer.